# Chris Wettengel
Chris Wettengel (* 17. April 1982 in San Diego, Kalifornien) ist ein ehemaliger US-amerikanischer Tennisspieler.

## Persönliches
Wettengel wurde in San Diego geboren, wuchs aber in Bentonville, Arkansas auf.

## Karriere
Wettengel war in den Top 10 der U18-Spieler der USA. Mit einem Tennis-Stipendium studierte er von 2000 bis 2004 an der University of Minnesota, wo er auch College Tennis spielte. Sein größter Erfolg war der Gewinn der Big Ten Conference im Einzel 2003.
Im Jahr 2005 gewann Wettengel nach seinem Studium seine ersten Punkte für die Weltrangliste. Er war in seiner Karriere hauptsächlich auf der drittklassigen ITF Future Tour aktiv, wo er in seiner Karriere fünfmal das Halbfinale erreichte. Auf der ATP Challenger Tour gewann er im Oktober 2006 sein erstes Match, als er in Louisville seinen Landsmann Scott Oudsema besiegte sowie in der folgenden Woche mit Rik De Voest die Nummer 134 beim Challenger in Nashville. Beide Male schied er in der nächsten Runde aus. Das Jahr schloss er im Einzel auf Platz 722 der Welt ab. Das Jahr 2007 war im Einzel Wettengels beste Saison. Er stand zweimal in einem Future-Halbfinale; außerdem schaffte er es in San José ins Finale der Qualifikation. Im Oktober des Jahres stieg er mit Platz 548 im Einzel auf sein Karrierehoch.
In den Jahren von 2008 bis 2010 blieb Wettengel die meiste Zeit inaktiv. 2011 kehrte er für zwei Jahre zurück und erzielte passable Ergebnisse. 2011 und 2012 zog er zweimal in ein Future-Endspiel ein und auch beim Challenger in Tulsa zog er in die zweite Runde ein. Im Doppel gelang Wettengel der größte Erfolg in Tulsa. Mit Sam Querrey zusammen zogen sie ins Endspiel ein, wodurch er in der Weltrangliste im Doppel Mit Platz 512 nochmal sein Karrierehoch verbesserte. Insgesamt gewann er mit zwei Futures im Doppel im Jahr 2008 seine einzigen Profititel. Das einzige Turnier der ATP Tour absolvierte Wettengel 2008 in Houston, als er zusammen mit Alexander Reichel als Ersatzpaar ins Hauptfeld nachrückte. Sie überstanden die erste Runde dort nicht.
Bis 2020 spielte Wettengel weiter gelegentlich Turniere, regelmäßig aktiv war er nur bis 2012.